# Wilhelm Obendiek
Wilhelm Obendiek (* 3. Mai 1885 in Lage; † 13. Februar 1955 in Schierke) war ein deutscher Politiker (SPD, KPD, SED).

## Leben
Der Sohn eines Bahnarbeiters besuchte die Volksschule und lernte das Handwerk eines Zigarrenmachers. Obendiek trat 1910 der Sozialdemokratischen Partei Deutschlands (SPD) bei und war Vorsitzender des Gewerkschaftskartells in Pasewalk, wo er bis 1919 lebte und arbeitete. Anschließend siedelte er nach Stettin über, wo er seinen Lebensunterhalt als Angestellter verdiente.
Während des Ersten Weltkrieges wechselte er in die USPD. 1921 war er Delegierter des Spaltungsparteitages der USPD. Während viele seiner Parteigenossen zur SPD zurückkehrten, schloss Obendiek sich mit dem linken Flügel der USPD der Kommunistischen Partei Deutschlands (KPD) an. 1921 gehörte er dem Zentralausschuss der KPD an und war von 1924 bis 1925 Politischer Leiter des Bezirks Pommern.
Wilhelm Obendiek gehörte von 1919 bis 1925 dem Provinziallandtag der Provinz Pommern an. Von 1924 bis 1928 gehörte Obendiek zwei Legislaturperioden lang dem Reichstag der Weimarer Republik an. Im Mai 1924 wurde Obendiek als Kandidat der KPD für den Wahlkreis 6 (Pommern) in den Reichstag gewählt. Nach der Bestätigung seines Mandates bei den Wahlen im Dezember 1924 gehörte Obendiek dem Reichstag noch bis zum Mai 1928 an. Von 1928 bis 1932 war Obendiek Mitglied des Preußischen Landtages. Dort gehörte er zuerst zur KPD-Fraktion, bevor er sich 1929 nach seiner Rückkehr zur SPD deren Fraktion anschloss.
In der Zeit des Nationalsozialismus war er 1933 kurz inhaftiert. Nach der Freilassung führte er in Pommern sein Zigarrengeschäft weiter, das er schon vor 1933 eröffnet hatte. Nach Kriegsende trat er wieder der SPD bei und war nach der Zwangsvereinigung von SPD und KPD ab April 1946 Mitglied der SED. Von 1947 bis 1948 war er Gemeindevorsteher und anschließend bis 1952 Bürgermeister in Schierke im Harz. Er arbeitete eng mit dem Ministerium für Staatssicherheit zusammen und war für Regierungsmitglieder sowie Präsident Wilhelm Pieck verantwortlich, wenn diese ihren Urlaub in Schierke verbrachten.
Obendiek war zweimal (1910 und 1946) verheiratet.